# 捜索

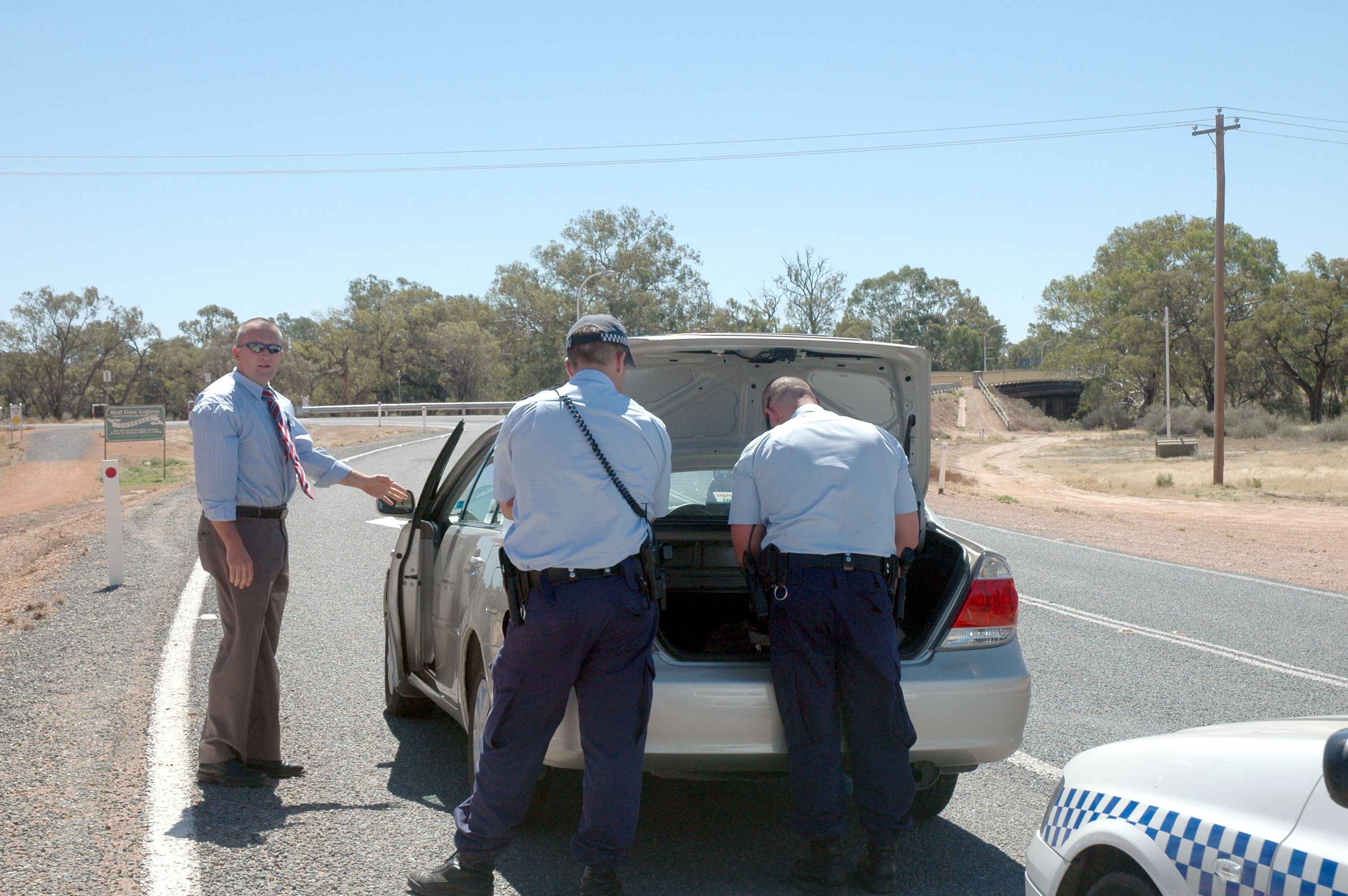
オーストラリアの警察による車内の捜索

捜索（そうさく）とは、所在の不明な人または物の発見を目的とした活動をいう。（例えば、「遭難者を捜索する。」など。）
法律用語としては、犯罪捜査や税の滞納処分などの際に、権限を有する公務員によって行われるものを指す。この意味で行われる捜索は、俗に「ガサ入れ（がさいれ）」（語源は捜す（さがす）の「さが」を逆にしたもの）とも呼ばれる。

## 刑事訴訟法
刑事訴訟法（昭和23年法律第131号、以下「刑訴法」と略す）上の捜索とは、被告人の身体、物又は住居その他の場所につき、人や物を発見するために行われる強制処分である。
日本国憲法第35条により、逮捕に伴う捜索を除いては、権限を有する司法官憲が発する令状無しにその住居、書類および所持品についてこれをなされない権利を何人も有すると規定されており、その具体的な手続きや方法などについては、刑事訴訟法や、刑事訴訟規則（昭和23年最高裁判所規則第32号、以下「規則」と略す）、犯罪捜査規範（昭和32年国家公安委員会規則第2号、以下「規範」と略す）などの法令で規定されている。
捜索には、刑訴法第1篇第9章に規定する裁判所が行うものと、同法第2編第1章に規定する捜査の一環として行われるものがあるが、実際には殆どが、後者の手続きにより行われる。以下では、後者の捜索について記述する。

### 令状
捜索は、原則として検察官、検察事務官または司法警察職員の請求により裁判官が発する令状により行われる（刑訴法218条）。この内、警察官である司法警察職員については、原則として、国家公安委員会または都道府県公安委員会が指定した警部以上の階級にある警察官（指定司法警察員）が令状の請求を行うとされている（規範137条）。令状には、被疑者等の氏名、罪名、捜索すべき場所・身体・物等、刑訴法第219条に規定する事項を記載し、裁判官の記名押印がなされなければならない。令状の請求に当たっては、その必要性を疎明する資料を添付しなければならない（規範139条）。
捜索の対象は令状により特定されていなければならず、複数の場所などを1通の令状で捜索することはできないと解されている。ただし、法律上別個の処分である捜索と差押の令状を1通とすることは違法ではないとされており、実務上も「捜索差押許可状」という書式が多用される。

### 令状主義の例外
被疑者の逮捕に際して必要な場合、令状無しで、住居等において被疑者を捜索し、または逮捕の現場について捜索を行うことができる（刑訴法220条1項）。ここでいう「逮捕の現場」とは、判例・通説によれば、逮捕行為に時間的・場所的に接着していることを要するとされている。
逮捕に伴う捜索に令状を要しないことは、既に逮捕という法益侵害が許されている以上、被疑者の権利を侵害する度合いが少ないことと、証拠収集に必要性・緊急性が認められること、また、証拠存在の蓋然性が高いことが理由とされる。

### 捜索の執行
刑訴法222条第1項では、捜索の執行にあたり、同法99条以下の裁判所が行う捜索についての規定を準用している。
令状に基づいて捜索する際は、処分を受ける者または立会人（立会人は規範141条2項による）に対してこれを提示しなければならない（刑訴法222条1項、110条）。また、住居主等のその場の管理者・責任者等に立ち合わせなければならず、これができない場合は隣人または地方公共団体の職員を立ち会わせなければならない。必要な場合は、被疑者を立ち会わせることができる。ただし、犯人を逮捕するための捜索（刑訴法220条1項1号）で緊急を要する場合は、立会人を要しない（刑訴法222条1項は110条を準用しているが、201条を準用していない）。
捜索に当たっては、錠や封を開き、その場の出入りを禁止し、その禁止に従わない者を退去させるなど必要な処分をすることができる（刑訴法222条1項、111条1項）。ただし、必要以上に器物を損壊し、書類を乱さないよう注意しなければならず、原状回復に努めなければならない（規範140条2項）。
夜間（日の出前・日没後）の捜索は、令状に特に記載がない場合はすることができない（刑訴法222条4項）。これは、私人の夜間における平穏を保護するためと解されている。ただし、旅館・ホテル・ネットカフェや飲食店等夜間も公衆が出入りする場所や、賭場など風俗を害する行為に常用されるものと認められる場所については、前述の記載無しに夜間の捜索ができる（同条3項）。また、日没前に着手した捜索は、日没後も継続できる（同条4項）。
捜索の際は秘密を守り、処分を受ける者の名誉を害しないよう注意する（規則93条）とともに、必要以上に関係者に迷惑をかけないよう注意し（規範140条）なければならない。
令状による捜索は、令状の呈示が捜索開始の要件であるが、証拠隠滅の防止等、やむを得ない場合は実施着手後にこれを示すことも「準備行為」として適法とされている。

## 行政手続における捜索
行政手続においても、捜索が行われる場合があるが、特に犯罪捜査と密接な関連を有する行政手続を行う場合については、裁判所の許可状によって、捜索・差押等が認められている場合がある。具体的な根拠条文として以下のものがある。
- 私的独占の禁止及び公正取引の確保に関する法律102条
- 金融商品取引法211条
- 国税通則法132条
- 犯罪による収益の移転防止に関する法律28条

## 国税徴収法
国税徴収法（昭和34年4月20日法律第147号、以下「徴収法」と略す）142 - 147条では、国税の滞納処分を行うため、財産調査の一環として、徴収職員による捜索の権限を認めている。
徴収法第142条では、滞納処分のため必要があるときは、滞納者の物または住居その他の場所につき捜索することができると規定している。この処分は、国税徴収上の自力執行権の一環として認められているものなので令状は必要なく、徴収職員が滞納処分上必要と認めればいつでも行うことができると解されている。ただし、徴収法上の捜索は犯罪捜査のために認められたものと解してはならない旨が、徴収法第147条第2項に規定されている。
徴収職員は、捜索に当たり身分証を携帯し、関係者の請求があったときはこれを呈示しなければならない（徴収法147条）。ただし、捜索開始前などに自発的に呈示する義務は、必ずしも無いと解されている。
捜索する場所については、滞納者自身の住居・事務所等のほか、滞納者の財産を所持する第三者または滞納者の財産を所持すると認められる親族等の関係者がこれを引き渡さないときに限り、第三者の住居その他の場所を捜索することができる（徴収法142条1・2項）。徴収職員は、滞納者等（捜索先が第三者の関係箇所である場合はその第三者。以下同じ。）に戸や金庫等を開かせ、または自ら開くために必要な処分をすることができる（同条3項）。また、捜索のために必要な場合、滞納者等やその同居の親族、代理人以外がその場に出入りするのを禁止することができる
捜索は、旅館等夜間（日没後から日の出前）に公衆が出入りする場所でやむを得ない場合のほかは、夜間に行うことはできない。ただし、日没前に着手した捜索は、日没後も継続することができる（徴収法143条）。
捜索に当たっては、滞納者等・その親族・その従業員等で相当のわきまえのある者を立ち会わせなければならない。これらの者が不在であるか、立会いに応じない場合は、成人者2人以上・市町村の職員・警察官のいずれかを立ち会わせなければならない（徴収法144条）。ここでいう「相当のわきまえのある者」とは、例えば会社法10条にいう「支配人」や14条にいう「ある種類又は特定の事項の委任を受けた使用人」（一般にいう管理職相当の役職の者）と解されている。
徴収職員は、捜索の結果差押可能な財産を発見した場合は、徴収法47条以下の規定に従いそれらを差し押えることができる。徴収職員は、捜索の結果財産の差押えを行わなかった場合には捜索調書を、差押えを行った場合は捜索調書に代えて徴収法54条に規定する差押調書をそれぞれ作成し、滞納者等や立会人にその謄本を交付しなければならない。
なお、地方税法（昭和25年7月31日法律第226号）では都道府県・市町村の徴税吏員が各種地方税の滞納処分について徴収法の例により行うことを認めているので、徴税吏員も地方税の滞納処分のために前述の捜索を行うことができる。この場合、上述の説明について「国税＝地方税」、「徴収職員＝徴税吏員」などと読み替えることになる。